# Buck Bumble
Buck Bumble é um jogo eletrônico de tiro em terceira pessoa desenvolvido pela Argonaut Software e publicado pela Ubi Soft para Nintendo 64 em 1998. A jogabilidade envolve combates aéreos e terrestres em ambientes tridimensionais, com missões que combinam ação, exploração e uso de diversas armas futuristas. O enredo do jogo se passa em um futuro alternativo de 2010, onde um vazamento químico em Londres transforma insetos em mutantes hostis chamados "The Herd", e o jogador controla Buck, uma abelha cibernética que se junta à resistência para impedir a dominação do mundo.
O título foi lançado ao lado do periférico de vibração "Buck Bumble Pack", lançado exclusivamente no Reino Unido, e com uma trilha sonora de speed garage composta por Justin Scharvona. Embora tenha recebido críticas mistas, ele foi geralmente bem aceito por sua originalidade e controles inovadores, sendo comparado a Star Fox, ainda que limitado por aspectos técnicos como névoa intensa e gráficos datados.

## Enredo
Ambientado no ano de 2010, a narrativa do jogo gira em torno das consequências de um vazamento de produtos químicos em uma fábrica em Londres, Inglaterra, que faz com que a população local de insetos sofra mutações graves. Esses insetos mutantes acabam se organizando em uma facção hostil conhecida como "The Herd", cujo objetivo é conquistar o ambiente do jardim e, por fim, o mundo.
O jogador assume o papel de Buck Bumble, uma abelha que se voluntaria para se submeter a um aprimoramento cibernético e se junta a um grupo de resistência conhecido como "The Resistance". Essa organização se dedica a impedir a expansão do Herd e a impedir sua dominação global. A jogabilidade envolve uma série de missões nas quais Buck Bumble se envolve em vários objetivos de combate e reconhecimento. Esses objetivos incluem defender a base da Resistência, interromper as cadeias de suprimentos da Herd por meio de infiltração nos esgotos e culminar em um confronto com a líder da Herd, uma formidável rainha parecida com um louva-a-deus.

## Jogabilidade
O jogo apresenta gráficos totalmente em 3D. Buck pode ser armado com até onze armas diferentes, incluindo uma arma de choque, um laser, um lançador de foguetes e um lançador de mísseis guiados. Embora os níveis sejam restritos em termos de altitude, Buck pode voar por dezenove missões, algumas exigindo a colocação de uma bomba sem colidir com nada. O jogador ou os jogadores no modo de dois jogadores também podem realizar várias acrobacias aéreas, semelhantes às de um avião de combate; na verdade, ele foi originalmente programado como um jogo de voo antes do protagonista se tornar uma abelha.
O jogador controla a abelha com movimentos como loops e inclinação para os lados. Na parte superior da tela, o jogador tem uma tela de radar que pode ser usada para localizar inimigos dentro do nível, um medidor de danos e a arma atual do jogador. Um nível pode ter vários locais aos quais o jogador pode chegar passando por teletransportadores ou portões. Há vários itens que o jogador pode coletar em cada nível, como armas, néctar de flores para recuperar energia e até mesmo bônus de pontos. Vários inimigos do jogo, como besouros e vespas, têm geradores especiais que liberam outro inimigo quando o primeiro é destruído, exigindo que o jogador destrua o próprio gerador para derrotar os inimigos e passar de fase. Além dos inimigos, o jogador também pode se afogar se ficar na água por mais de alguns segundos.

## Desenvolvimento
O jogo foi criado com o recurso de vibração em mente, permitindo que o jogador sinta o impacto de ser atingido, supostamente aumentando a sensação de realismo. Esse recurso do jogo foi capitalizado pela empresa Joy Tech, que criou o periférico oficial – mas não licenciado pela Nintendo – "Buck Bumble Pack"  que foi vendido com o jogo exclusivamente no Reino Unido. A trilha sonora do jogo foi composta por Justin Scharvona, e é composta exclusivamente por música eletrônica. "Tentei intencionalmente buscar algo que se encaixasse no futurismo, e não fosse bonitinho, algo um pouco mais pesado", explicou Scharvona. "Não queríamos fazer um tipo de techno chato também, ou jungle, então escolhemos speed garage, que é mais funk do que house e garage".

## Recepção
Em seu lançamento, Buck Bumble foi recebido de forma ligeiramente positiva pela crítica especializada, de acordo com o agregador de críticas GameRankings.
Narayan Pattison, da revista australiana N64 Gamer, fez vários elogios ao jogo, comparando-o a Star Fox para o Super Nintendo Entertainment System, que também foi parcialmente desenvolvido pela Argonaut Software, dizendo que ele evita os "caminhos predefinidos e restritos de Star Fox que precisavam ser seguidos". Ele também elogia os designers do jogo pelos recursos adicionais, como a possibilidade de o jogador pairar no ar, descer e andar pelo chão, dando ao jogador "a capacidade de experimentar novas técnicas de jogo que nunca foram usadas antes". Ele descreve a faixa principal do jogo como sendo uma "batida de dança muito cativante que tem até vocais claros". No entanto, ele ficou decepcionado com a névoa espessa do jogo, as texturas repetitivas e que o recurso de salvar após cada nível "torna o jogo muito fácil".
A Next Generation declarou que "no geral, Buck Bumble é como um diamante bruto. Há algumas arestas que precisam ser polidas, mas, como um todo, ele ainda brilha." Matt Casamassina, da IGN, chamou-o de "o epítome dos produtos da 'primeira geração' do Nintendo 64" e comparou-o a uma versão de qualidade inferior do nível da abelha em Banjo-Kazooie. Isso se deve, em grande parte, à forte névoa de distância, à baixa taxa de quadros e aos gráficos de baixa resolução. Casamassina também considerou os níveis para um jogador muito curtos e muito fáceis. No entanto, ele elogiou os controles de voo, o design do personagem-título e a capacidade de viciar do modo multijogador Buzz Ball.